# Justice (álbum de Justin Bieber)
Justice é o sexto álbum de estúdio do cantor canadense Justin Bieber, lançado em 19 de março de 2021 através da Def Jam Recordings. O álbum contém colaborações com Khalid, Chance the Rapper, The Kid Laroi, Dominic Fike, Daniel Caesar, Giveon, Beam, Burna Boy e Benny Blanco, com Lil Uzi Vert, Jaden Smith, Quavo, DaBaby e Tori Kelly na versão deluxe. Cinco singles foram lançados para promover o álbum: "Holy", "Lonely", "Anyone", "Hold On" e "Peaches".
O título do álbum é, possivelmente, uma alusão à expressão "Justice Beaver", dita pelo personagem Dwight Schrute da série The Office, ao ser perguntado sobre Justin Bieber.

## Antecedentes
Ao criar este álbum, meu objetivo é fazer música que proporcione conforto, fazer músicas com as quais as pessoas possam se identificar e se conectar para que se sintam menos sozinhas. O sofrimento, a injustiça e a dor podem deixar as pessoas desamparadas. A música é uma ótima maneira de lembrar um ao outro que não estamos sozinhos— Bieber descrevendo a inspiração para Justice, Rolling Stone
Em 15 de fevereiro de 2020, um dia após o lançamento do quinto álbum de estúdio de Bieber, Changes, Bieber foi entrevistado pelo DJ Zane Lowe da Apple Music. Durante a entrevista, Bieber revelou que estava ansioso para fazer música que refletisse as coisas que ele havia aprendido sobre compromisso e construção de confiança. Bieber também declarou: "Há níveis muito mais profundos para os quais estou ansioso para atingir, o que é divertido. Isso me dá algo pelo que esperar."
Em 18 de abril de 2020, no Instagram Stories, Bieber comentou que seu novo álbum estava soando "muito bom" em sua opinião. Bieber anunciou o lançamento do álbum em 26 de fevereiro de 2021.

## Lançamento e promoção

### Lançamento
Um EP intitulado JB6 foi lançado em download digital e streaming. O EP inclui as versões originais dos três singles já lançados "Holy" (com Chance the Rapper), "Lonely" (com Benny Blanco) e "Anyone", além de versões acústicas dos dois primeiros.
As versões exclusivas do CD da Target e Walmart de Justice serão lançadas ao lado da versão original em 19 de março de 2021, e ambas incluirão uma faixa adicional.

### Singles
"Holy", com Chance the Rapper, foi lançada como o primeiro single de Justice em 18 de setembro de 2020. Estreou em terceiro lugar na Billboard Hot 100. O segundo single, "Lonely", uma colaboração com Benny Blanco, foi lançado em 15 de outubro de 2020, e alcançou o número doze na Hot 100. O terceiro single, "Anyone", lançado em 1 de janeiro de 2021, estreou e alcançou o sexto lugar.

### Apresentações ao vivo
Em 17 de outubro de 2020, Bieber cantou "Holy" e "Lonely" pela primeira vez durante sua aparição como convidado musical no terceiro episódio da 46ª temporada do Saturday Night Live. Ele também os apresentou em 15 de novembro de 2020, na 46ª cerimônia do People's Choice Awards. Em 22 de novembro de 2020, Bieber fez sua terceira apresentação das canções no American Music Awards de 2020. Bieber cantou "Anyone" pela primeira vez durante sua transmissão ao vivo de Ano-Novo em 31 de dezembro de 2020.

## Lista de faixas
| N.º | Título                                 | Duração |  |
| 1.  | "2 Much"                               |         |  |
| 2.  | "Deserve You"                          |         |  |
| 3.  | "As I Am" (com Khalid)                 |         |  |
| 4.  | "Off My Face"                          |         |  |
| 5.  | "Holy" (com Chance the Rapper)         |         |  |
| 6.  | "Unstable" (com The Kid Laroi)         |         |  |
| 7.  | "MLK Interlude"                        |         |  |
| 8.  | "Die for You" (com Dominic Fike)       |         |  |
| 9.  | "Hold On"                              |         |  |
| 10. | "Somebody"                             |         |  |
| 11. | "Ghost"                                |         |  |
| 12. | "Peaches" (com Daniel Caesar e Giveon) |         |  |
| 13. | "Love You Different" (com Beam)        |         |  |
| 14. | "Loved By You" (com Burna Boy)         |         |  |
| 15. | "Anyone"                               |         |  |
| 16. | "Lonely" (com Benny Blanco)            |         |  |

## Desempenho comercial
Gráfico ilegal entrouChéquia|1

| Tabela musical (2021)                 | Melhor posição |
| ------------------------------------- | -------------- |
| Alemanha (Offizielle Deutsche Charts) | 4              |
| Austrália (ARIA)                      | 1              |
| Áustria (Ö3 Austria Top 40)           | 3              |
| Bélgica (Ultratop Valônia)            | 5              |
| Bélgica (Ultratop Flandres)           | 1              |
| Canadá (Billboard)                    | 1              |
| Dinamarca (Hitlisten)                 | 1              |
| Escócia (Official Scottish Albums)    | 5              |
| Espanha (PROMUSICAE)                  | 2              |
| Estados Unidos (Billboard 200)        | 1              |
| Finlândia (Suomen virallinen lista)   | 1              |
| França (SNEP)                         | 8              |
| Hungria (MAHASZ)                      | 34             |
| Irlanda (IRMA)                        | 1              |
| Itália (FIMI)                         | 4              |
| Japão (Billboard Japan)               | 17             |
| Japão (Oricon)                        | 22             |
| Lituânia (AGATA)                      | 1              |
| Noruega (VG-lista)                    | 1              |
| Nova Zelândia (RMNZ)                  | 1              |
| Países Baixos (Dutch Charts)          | 1              |
| Polónia (ZPAV)                        | 6              |
| Portugal (AFP)                        | 2              |
| Reino Unido (Official Albums Chart)   | 2              |
| Suécia (Sverigetopplistan)            | 1              |
| Suíça (Schweizer Hitparade)           | 4              |

## Históricos de lançamentos
| Região         | Data                | Formato(s)                    | Versão               | Gravadora | Ref.   |
| -------------- | ------------------- | ----------------------------- | -------------------- | --------- | ------ |
| Várias         | 19 de março de 2021 | CD download digital streaming | Padrão               | Def Jam   | [ 43 ] |
| Estados Unidos | 19 de março de 2021 | CD                            | Exclusiva da Target  | Def Jam   | [ 9 ]  |
| Estados Unidos | 19 de março de 2021 | CD                            | Exclusiva da Walmart | Def Jam   | [ 10 ] |